# Тито Гисар
Федерико Артуро Гисар Толентино (на испански: Federico Arturo Guízar Tolentino), известен като Тито Гисар (на испански: Tito Guízar), е мексикански актьор и певец. Един от най-важните филми, в които участва, е Там в голямото ранчо (1936), където си партнира с Естер Фернандес. Това е първият филм, представящ Мексико в международен план, с който се поставя началото на Златния век на мексиканското кино.

## Биография и кариера
Федерико Артуро Гисар Толентино е роден на 8 април 1908 г. в Гуадалахара, Халиско, Мексико. Син е на Хосе Мария Гисар и Валенсия, родом от Котиха де ла Пас, Мичоакан, който е брат на епископ Рафаел Гисар и Валенсия, беатифициран от папа Йоан Павел II и канонизиран от папа Бенедикт XVI. Майка му е Адела Толентино де Гисар, която харесва мексиканската музика и е тази, която запалва страстта му по музиката. Той е първи братовчед на Пепе Гисар, композирал песента Гуадалахара, и на актрисата Сусана Гисар.
През 1924 г. вуйчо му, Франсиско Толентино, е временен губернатор на щата Халиско. С контактите си политикът успява да помогне на 16-годишния си племенник да дебютира като певец в театър „Дегоядо“ в Гуадалахара.
Федерико има известни мексикански и италиански певци за учители, включително известния оперен тенор Тито Скипа, чието име приема за свой псевдоним, като знак на почит към любимия си учител. Години по-късно Тито Гисар свири в Карнеги Хол в Ню Йорк.
Той изпълнява главната роля в игралния филм Там в голямото ранчо (1936), надхвърлил пределите на Мексико, партнирайки си с Естер Фернандес.
През 30-те години кариерата на Тито Гисар в Холивуд е в своя възход. Той води една от първите двуезични програми на американското радио в мрежата на Си Би Ес в продължение на седем години. По това време той участва в няколко филма на Парамаунт Пикчърс като главен герой, където си партнира с вече известни актьори като Боб Хоуп, Уилям Клод Фийлдс, Вирджиния Брюс, Дороти Ламур и Рей Миланд.
Тито Гисар работи като актьор и певец до дълбока старост.
Той е запомнен от по-младите поколения с нежното си участие в теленовелата Маримар в ролята на дядо Панчо, като в главните роли са Талия и Едуардо Капетийо, а също и в ролята на Панчито, градинарят в имението на семейство Брачо, в теленовелата Узурпаторката, с Габриела Спаник и Фернандо Колунга, и двете режисирани от Беатрис Шеридан.
Тито Гисар умира на 91-годишна възраст на 24 декември 1999 г. в Сан Антонио, Тексас, САЩ. Тялото му е репатрирано в Мексико и погребано в парцела на Националната асоциация на актьорите в Градинското гробище, намиращо се в мексиканската столица.

## Филмография

### Кино
- Allá en el rancho de las flores (1983)
- The Time and the Touch (1962) – Макс
- Locos por la televisión (1958)
- Música en la noche (1958)
- Música y dinero (1958)
- Locura musical (1958)
- Los hijos de Rancho Grande (1956)
- El pecado de ser mujer (1955)
- El plagiario (1955)
- De ranchero a empresario (1954)
- Sindicato de telemirones (1954)
- De Tequila, su mezcal (1950)
- Ahí viene Vidal Tenorio (1949)
- En los altos de Jalisco (1948)
- El gallero (1948) – Габриел
- Tropical Masquerade (1948) – Фернандо / Хулио
- The Gay Ranchero (1948) – Ники Лопес
- On the Old Spanish Trail (1947) – Рико
- The Thrill of Brazil (1946) – Тито Гисар
- Mexicana (1945) – Пепе Виляреал
- ¡Como México no hay dos! (1945)
- Marina (1945)
- Adiós, mariquita linda (1944)
- Brazil (1944) – Мигел Суарес
- Amores de ayer (1944)
- ¡Qué lindo es Michoacán! (1943)
- Blondie Goes Latin (1941) – Мануел Родригес
- Allá en el Trópico (1940) – Хосе Хуан Гарсия
- De México llegó el amor (1940)
- The Llano Kid (1939)
- El rancho del pinar (1939) – Алберто Галиндо
- Papá soltero (1939)
- St. Louis Blues (1939) – Рафаел Сан Рамос
- El trovador de la radio (1938) – Марио дел Вайе
- Mis dos amores (1938) – Хулио Бертолин
- Tropic Holiday (1938) – Рамон
- Amapola del camino (1937) – Антонио Росалес
- Там в голямото ранчо (1936) – Хосе Франсиско Руелас
- Under the Pampas Moon (1935) – Певец в кафене

### Телевизия
- Derbez en cuando (1999) – Себе си
- Право на любов (1998-1999) – Агустин Гарсия
- Узурпаторката (1998) – Дон Панчито
- Жени случаи от реалния живот (1997)
- Мария от квартала (1995-1996) – Отец Онорио
- Bajo un mismo rostro (1995)
- Маримар (1994) – Панчо Перес
- С чиста кръв (1985-1986) – Хуан
- El jugador de Ugo Betti (1967)
- The Chevy Show (1960)

## Награди
Награди TVyNovelas
| Година | Награда                                 |
| ------ | --------------------------------------- |
| 1995   | Признание за цялостна актьорска кариера |